# Lakjärvi
Lakjärvi eller Lakkijärvi är en sjö i Finland. Den ligger i Virmo kommun i landskapet Egentliga Finland, i den sydvästra delen av landet, 160 km väster om huvudstaden Helsingfors. Lakjärvi ligger 79 meter över havet. Arean är 2,5 hektar och strandlinjen är 0,68 kilometer lång. Sjön  ingår i Virmo ås huvudavrinningsområde.   I omgivningarna runt Lakjärvi växer i huvudsak barrskog.
Lakjärvi är en kärrsjö och ligger invid Lakjärvenrahka i Kurjenrahka nationalpark. Vid sjön finns vindskydd för övernattning.